# Colleen Dion
Colleen Dion (Newburgh, 26 dicembre 1964) è un'attrice statunitense.

## Biografia
Colleen Dion negli anni 80 è stata una delle interpreti del personaggio di Cecilia Thompson nella soap opera Quando si ama. Ha recitato nella soap opera Beautiful dal 1990 al 2004 dove ha interpretato il ruolo di Felicia Forrester, venendo poi sostituita dall'attrice Lesli Kay. Viene ricordata anche per aver interpretato il ruolo di Dahlia Ventura dal 2001 al 2002 nella soap opera Così gira il mondo; inoltre è apparsa nella soap opera Sentieri nel 2003.